# Бухенвальдский процесс

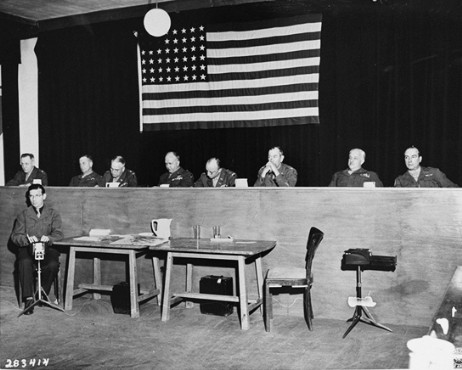
Восемь американских офицеров военного трибунала США на суде над бывшими сотрудниками лагеря и заключенными из Бухенвальда. Слева направо: подполковник Моррис, полковник Робертсон, полковник Акерман, бриг. Генерал Киль, подполковник Двинелл, полковник Пирс, полковник Даннинг и подполковник Уокер.

Основной бухенвальдский процесс — один из послевоенных судебных процессов, который осуществлялся армией США в американской зоне оккупации Германии в городе Дахау. Он проходил с 11 апреля 1947 по 14 августа 1947 в лагере для интернированных Дахау, где до конца апреля 1945 располагался Концентрационный лагерь Дахау. В этом процессе 31 человек был обвинен в совершении военных преступлений в концентрационном лагере Бухенвальд и во внешних лагерях концентрационного лагеря Бухенвальд. Суд завершился вынесением 31 обвинительного приговора. Официальное название дела - United States of America vs Josias Prince zu Waldeck et al. — Case 000-50-9. За основным бухенвальдским процессом последовало 24 дополнительных судебных разбирательства с участием 31 обвиняемого. Основной бухенвальдский процесс был одним из процессов серии Дахау, которые проходили с 1945 по 1948 год.

## Предыстория
Свиньи в конюшнях СС получали лучший корм по сравнению с едой заключенныхПетер Зенкль – бывший заключенный Бухенвальда, из его свидетельских показаний на основном бухенвальдском процессе, середина апреля 1947 года

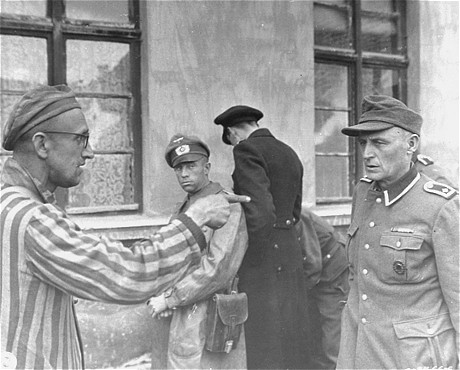
Охранник СС, который якобы плохо обращался с заключенными, был опознан бывшим советским узником Бухенвальда 14 апреля 1945.

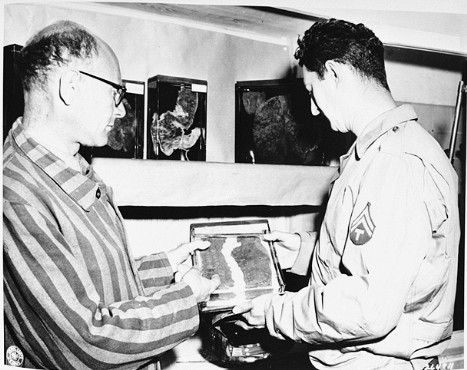
27 мая 1945. бывший узник Бухенвальда показывает американскому солдату Джеку Левину контейнеры с человеческими органами, извлеченные лагерными врачами у заключенных.

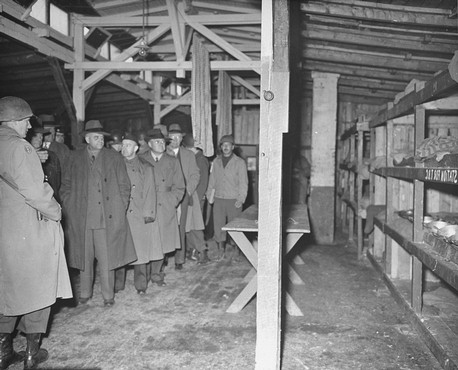
Американские конгрессмены посещают Бухенвальд 24 апреля 1945.

Когда американские войска достигли концентрационных лагерей Третьего Рейха на заключительных этапах Второй мировой войны они не были готовы столкнуться с зверствами в концентрационных лагерях и проследить за этими лагерями, отчасти потому, что находились в разгаре боевых действий. Уход за в основном истощенными и тяжело больными «Музельманами» и захоронение тысяч узников, погибших от голода или расстрела в том числе в процессе маршей смерти, представляли собой сложную задачу для армии Соединенных Штатов. Перед освобождением концлагеря Бухенвальд 11 апреля 1945 года американские солдаты сделали фотографии после захвата концентрационного лагеря Ордруф, подлагеря Бухенвальда, которые иллюстрируют ужасающие обстоятельства эвакуации из лагеря. Ещё 12 апреля 1945 года Верховный главнокомандующий союзными войсками Дуайт Д. Эйзенхауэр посетил концлагерь Ордруф и из-за ужасных условий в лагере попросил американских и британских политиков, представителей Организации Объединённых Наций и прессы США осмотреть лагерь. 16 апреля 1945 года по приказу американского коменданта 1000 жителей Веймара должны были осмотреть оставшиеся следы массовой гибели в концлагере Бухенвальд. Местным жителям пришлось хоронить погибших во время маршей смерти.
На этом фоне, в рамках Программы судебного разбирательства США по военным преступлениям и программы США по установлению правовых стандартов и судебного аппарата для преследования военных преступлений Германии, американские следователи оперативно начали расследование с целью установления лиц, ответственных за эти преступления. Вскоре преступники были пойманы и задержаны, в том числе последний комендант концлагеря Герман Пистер, арестованный в июне 1945 года американскими солдатами в Мюнхене. Комендантский штаб был интернирован в лагере для военнопленных Бад-Айблинг и подвергнут допросам в Корпусе контрразведки вскоре после окончания войны в 1945 году. По меньшей мере 450 бывших узников Бухенвальда были допрошены в качестве свидетелей, в том числе Герман Брилль, а два грузовика документальных материалов комендантуры лагеря были использованы в качестве доказательств. Из-за лондонских протоколов Европейской консультативной комиссии 1 июля 1945 года американские военные передали Тюрингию Советской военной администрации в Германии (СВАГ). После предварительных расследований в отношении более 6000 человек до осени 1945 года было задержано около 250 подозреваемых. Однако, свидетелей часто уже невозможно было отыскать. Так же фотографии, содержащие улики, не всегда могли быть использованы в качестве доказательств; кроме того, некоторым подозреваемым удалось сбежать. Многие подозреваемые, вероятно, находились в советской оккупационной зоне или находились там под стражей.
Американское военное правительство в Германии рассматривало возможность передачи данного процесса СССР, поскольку Советский Союз имел больше всего жертв в концентрационном лагере Бухенвальд по сравнению с другими странами (около 15000), и лагерь теперь также находился в советской оккупационной зоне. 9 ноября 1945 года заместитель военного губернатора Люциус Д. Клей наконец представил главе советской военной администрации в Германии Василию Даниловичу Соколовскому предложение о передаче дела Бухенвальда советскому правительству. После длительных переговоров и лишь нерешительных проверок материалов расследования, советская сторона выразила интерес только к процедуре массового убийства в Гарделегене, где почти 1000 заключенных из эвакуационного транспорта были заживо сожжены в запертом амбаре. После передачи расследования дела 22 обвиняемых СССР, советским военным властям было сделано предложение провести такую же процедуру для обвиняемых по делам концентрационных лагерей Бухенвальд и Дора-Миттельбау(бывшем центральном складе Бухенвальда, а с октября 1944 г. — отдельный концентрационный лагерь). 3 сентября 1946 года было оговорено как дата передачи задержанных, а также обширных доказательств, касающихся Бухенвальда и Миттельбау; однако представители советской военной администрации не явились на место встречи в приграничной зоне. После 14 часов ожидания заключенные и улики были доставлены обратно в центр содержания под стражу в Дахау. СCСР, возможно, не принял это предложение, потому что он использовал концлагерь после захвата как «Особый лагерь 2» и, возможно, сам опасался будущих обвинений в военных преступлениях.
Переговоры о юрисдикции и правовых основах разбирательства по делу Бухенвальда, которые не проводились публично, вызвали критику со стороны международного сообщества из-за значительных задержек. В частности, Комиссия ООН по военным преступлениям, комиссия союзных государств по судебному преследованию за военные преступления, совершенные державами оси, потребовали, чтобы Бухенвальдский процесс был проведен в международном суде ещё в 1946 году. После того, как советские военные власти не проявили интереса, французские и бельгийские судебные органы заявили о своем желании провести разбирательство. Их предложения были отклонены американской стороной, сославшись на огромную работу по переводу документов, которую следовало сделать. Из-за этого, главный следователь армии США теперь пытался форсировать начало процесса. В конце декабря 1946 года подготовка к суду была завершена.

## Правовая основа обвинения
Большинство обвиняемых — члены бывшего персонала лагеря, также обвинение было выдвинуто высшему руководителю СС и полиции (HSSPF) Йозиасу Вальдеку-Пирмонтскому, под чьей юрисдикцией находился лагерь Бухенвальд. Обвинения были предъявлены коменданту лагеря Герману Пистеру и членам командного состава лагеря, а также вдове первого командира Ильзе Кох. Три лагерных врача и старший медик СС также должны были предстать перед судом. Наконец, на скамье подсудимых оказались командующие блоками и командования, а также трое капо и один государственный служащий.
Обвинение, предъявленное подсудимым в начале марта 1947 года, состояло из двух основных обвинений, которые были объединены под наименованием «Нарушение обычаев и законов войны». Оно содержало военные преступления, совершенные против иностранных гражданских лиц и военнопленных в период с 1 сентября 1939 года по 8 мая 1945 года в Бухенвальде и в его внешних лагерях. Первоначально преследовались только преступления против граждан союзников. Преступления, совершенные немцами против немцев, долгое время оставались безнаказанными и были рассмотрены в немецких судах значительно позже.
Правовая основа процедуры, которая вступила в силу в марте 1947 года на основании указов военного правительства, была сформирована «Правовой администрацией». Закон Контрольного совета № 10 от 20 декабря 1945 года, который позволял осуждать людей за военные преступления, преступления против мира или преступления против человечности, в данном процессе не фигурировал и почти не использовался.
Обвиняемым также было предъявлено обвинение в общем преступном замысле и, следовательно, в одобрении участия в системе убийств, жестокого обращения и бесчеловечного пренебрежения по отношению к заключенным. Следовательно, обвинение должно было доказать следующее: «Все подсудимые знали об этой системе, они знали, что происходило с заключенными, требуется доказать всем, что они находились на своем месте администрации, организации лагеря, поддерживали функционирование этой системы своим поведением, своей деятельностью и участвовали в этом функционировании». Если эти доказательства были предоставлены, приговоры в индивидуальном порядке варьировались в зависимости от типа и степени этого участия. Этот правовой институт ранее не использовался и не существовал в европейской правовой традиции.
Фотографии обвиняемых, которые сделала армия США в апреле 1947 года. 

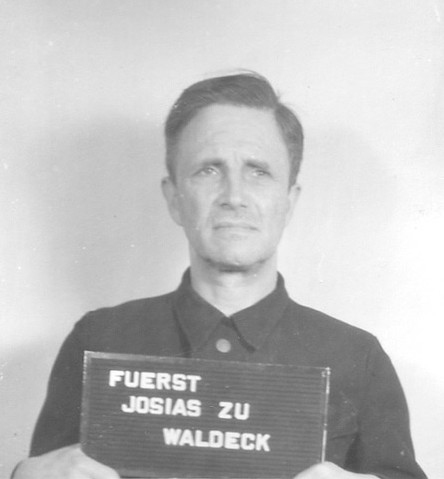
Йозиас Вальдек-Пирмонт, высший руководитель СС и полиции
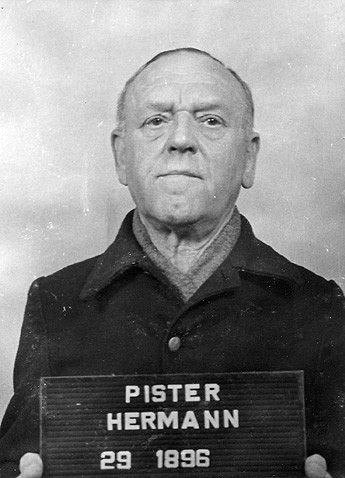
Герман Пистер, второй и последний комендант лагеря
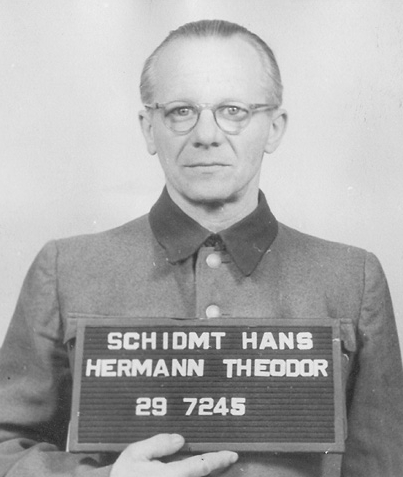
Ганс Шмидт, адъютант Пистера
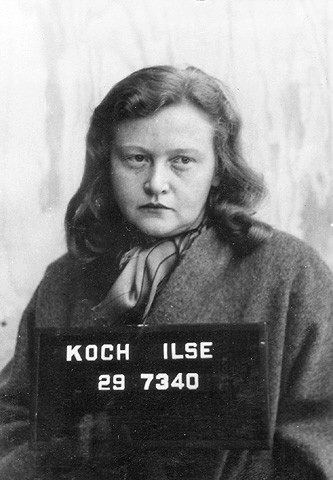
Ильза Кох, Вдова первого коменданта лагеря Карла Коха
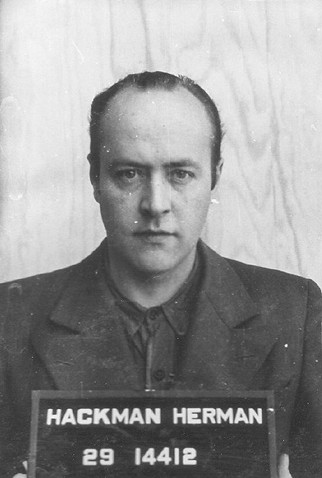
Герман Хакман, адъютант Коха
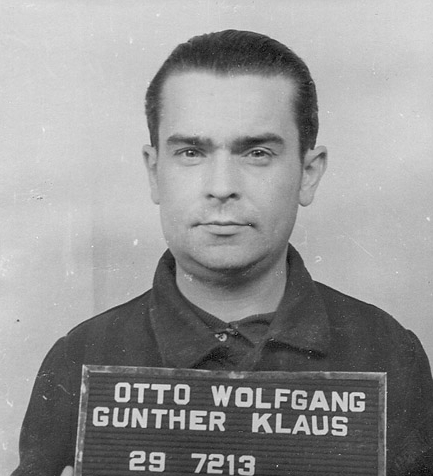
Вольфганг Отто, охранник, с 1943 года и.о. первого сержанта штаба
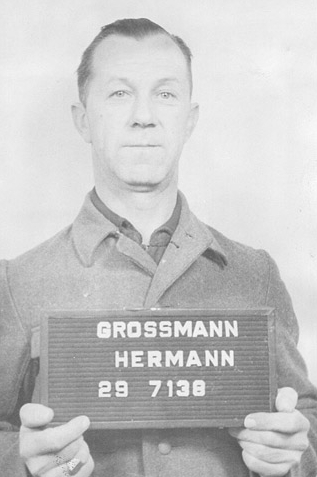
Герман Гроссман, командир роты охраны, с 1943 года - комендант внешних лагерей Бухенвальда
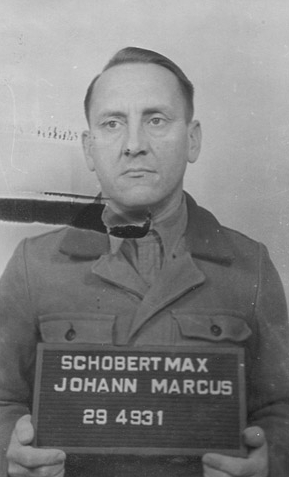
Макс Шоберт, руководитель охраны лагеря
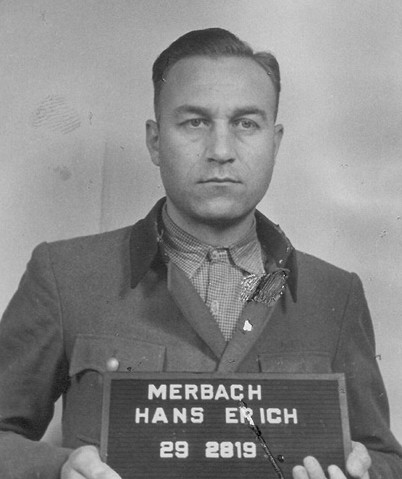
Ганс Мербах, второй тюремный начальник, адъютант и командир охранной роты
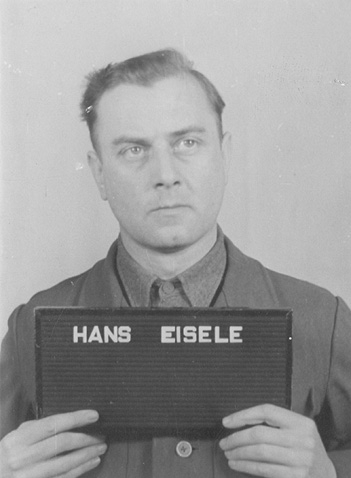
Ганс Эйзеле, второй лагерный врач
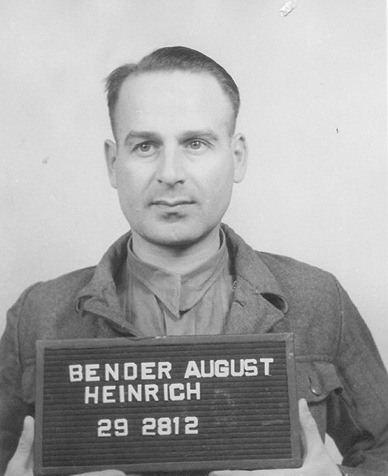
Август Бендер, ассистент лагерного врача
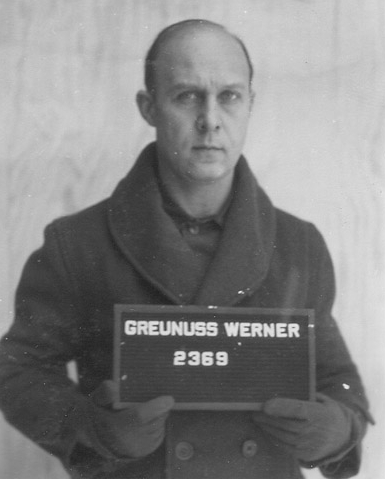
Вернер Грёнусс, главный врач внешнего лагеря Ордурф, ассистент врача в Бухенвальде
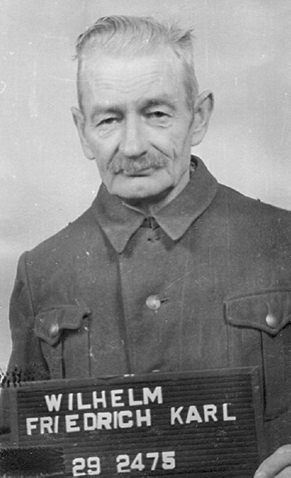
Фридрих Вильгельм, врач СС в госпитале для заключенных
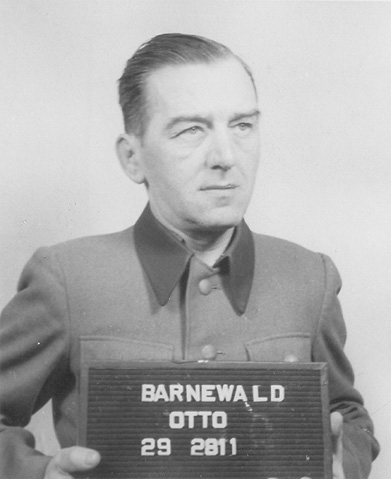
Отто Барневальд, руководитель администрации лагеря
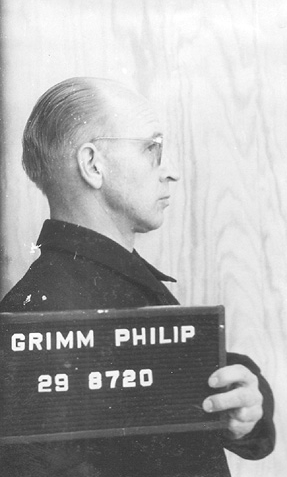
Филипп Гримм, руководитель отдела распределения рабочей силы
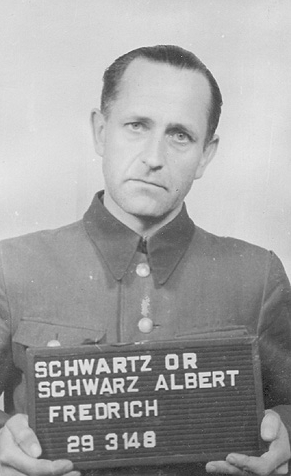
Альберт Шварц, руководитель отдела распределения рабочей силы
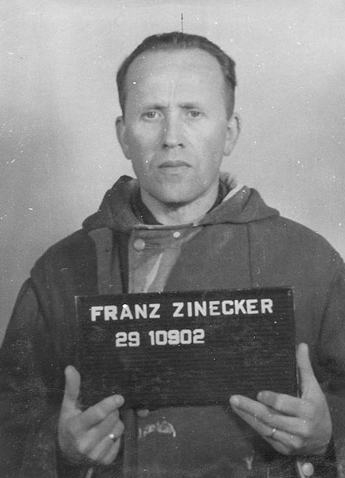
Франц Цинекер, руководитель отдела распределения рабочей силы, охранник, командующий блоком
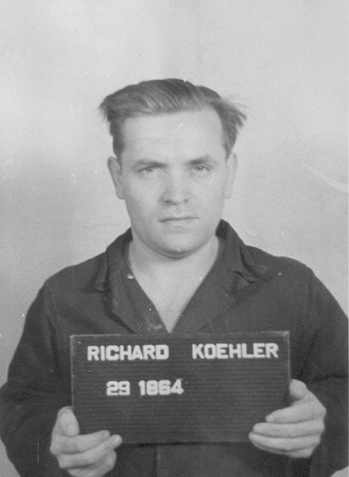
Рихард Кёлер, член коммандо 99, охранник
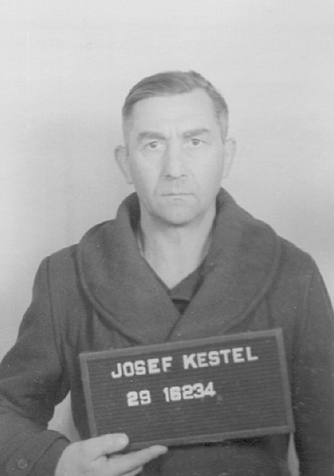
Йозеф Кестель, командующий блоком
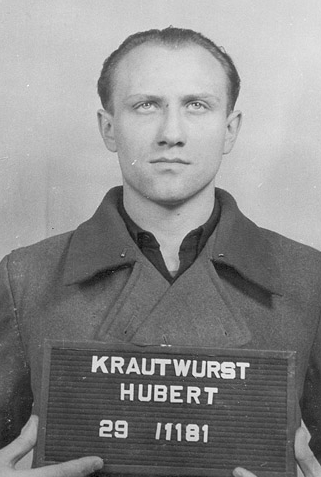
Хуберт Краутвурст, командир охраны
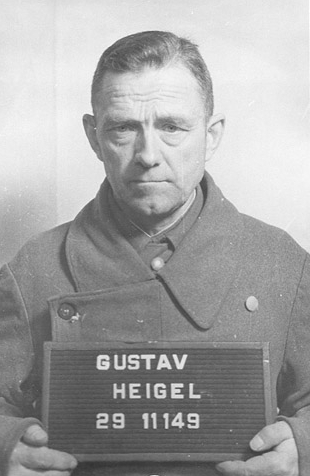
Густав Хейгель, лидер блока, администратор лагерной тюрьмы, начальник службы труда
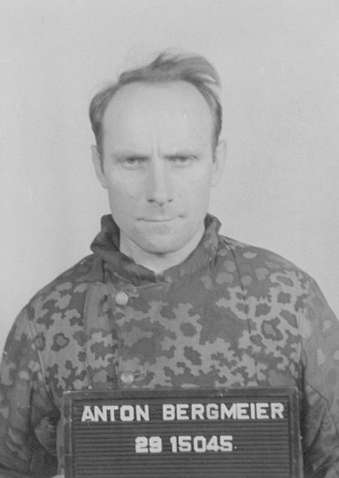
Антон Бергмайер, соруководитель лагерной тюрьмы
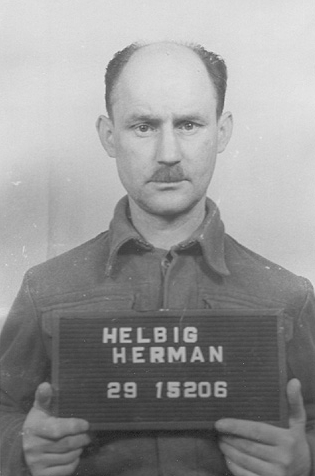
Герман Хельбиг, начальник крематория
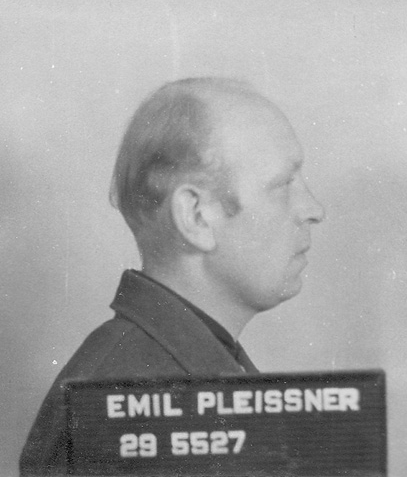
Эмиль Пляйснер, командующий блоком, работник крематория
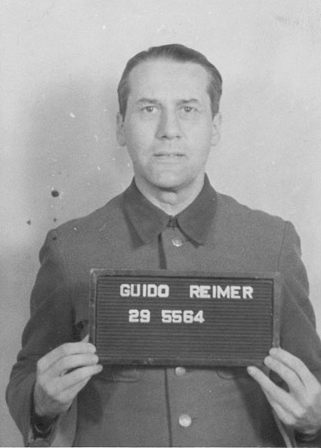
Гуидо Реймер, начальник караульной роты, адъютант охранного батальона
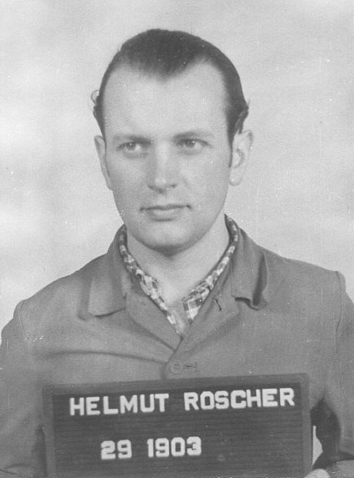
Гельмут Рошер, раппортфюрер, командующий блоком
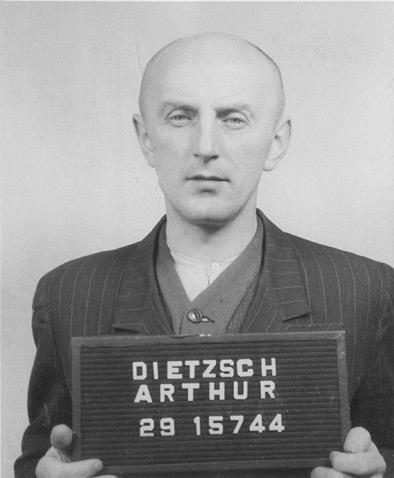
Артур Дицш, капо, главный санитар экспериментального блока 46
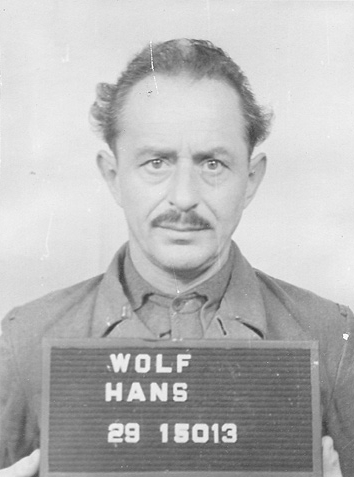
Ганс Вольф, капо, старейшина в подлагере
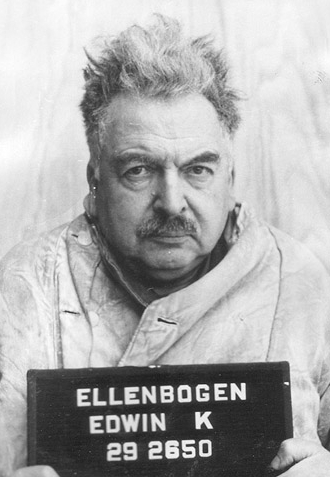
Эдвин Катценелленбоген, капо, главный врач малого лагеря
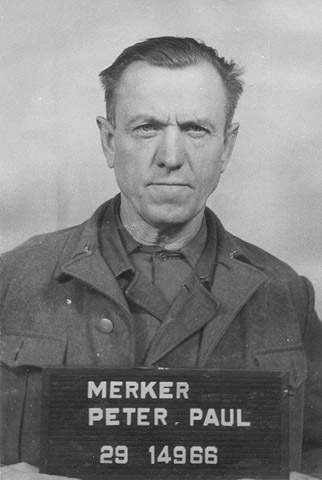
Петер Меркер, командующий блоком, комендант подлагеря Густлофф
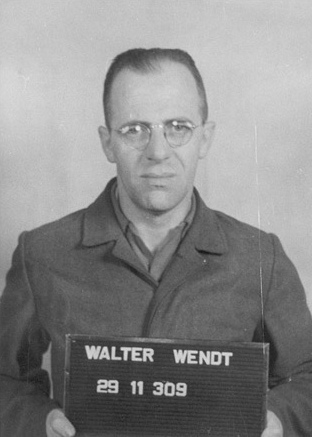
Вальтер Вендт, начальник отдела по работе с иностранными гражданскими рабочими на Машинном заводе Эрла

## Судебное разбирательство и оглашение приговора
Мы хотим доказать в этом процессе, что эти 31 человек были участниками выполнения общего плана, в результате которого представители разных наций подвергались убийствам, голоду и жестокому обращениюГенеральный прокурор Уильям Д. Денсон: вступительное слово  11 Апреля 1947 года

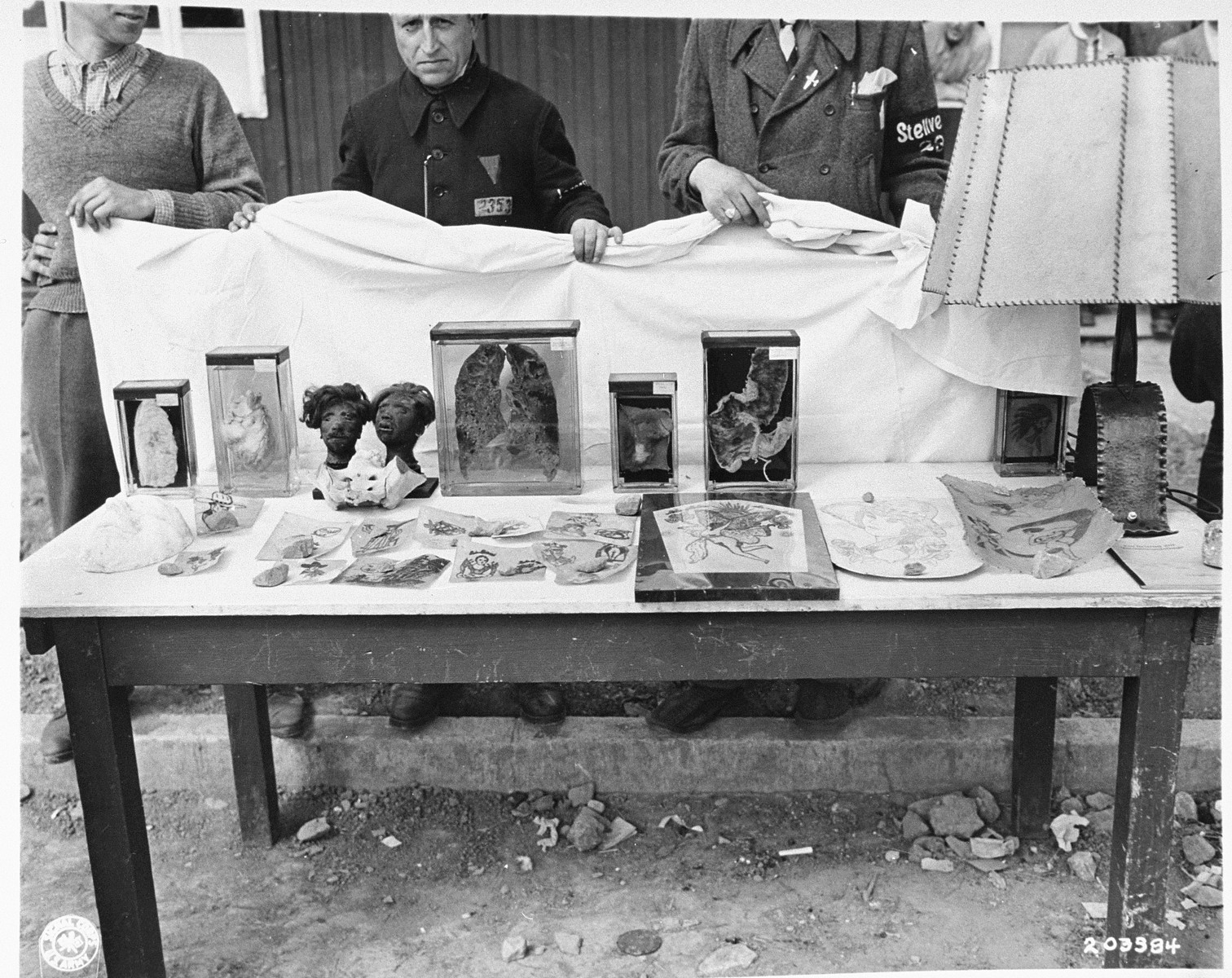
На этой фотографии от 16 апреля 1945 года показаны человеческие останки, извлеченные из концлагеря Бухенвальд после его освобождения. На основном бухенвальдском процессе они служили доказательством, иллюстрирующим зверства концлагерей. Две усохшие головы принадлежат польским заключенным, которые были арестованы и казнены после побега из лагеря.

После установления состава военного трибунала 1 апреля 1947 года, основной Бухенвальдский процесс начался 11 апреля 1947 года, ровно через два года после освобождения Бухенвальда. Подсудимые находились под стражей на месте бывшего концлагеря Дахау, где проходил суд. Генерал-майор Чарльз Киль взял на себя председательство в военном трибунале, который состоял из восьми американских офицеров, а генеральный прокурор Уильям Д. Денсон взял на себя обвинение. Языком суда был английский, но переводчики обеспечивали перевод на немецкий. Во время заседания присутствовали репортеры международной прессы. Подсудимым были доступны американские или немецкие адвокаты. После вступительной речи и оглашения обвинительного заключения все подсудимые не признали себя виновными. После заслушивания свидетелей и ознакомления с доказательствами были даны показания подсудимых, за которыми последовал перекрестный допрос.
Шесть подсудимых обвинялись в совершении преступлений, связанных с маршами смерти или совершенные в процессе эвакуации из лагеря. Врачам и медицинскому персоналу лагеря были предъявлены обвинения в жестоком обращении, отборе и, в некоторых случаях, убийстве заключенных. Комендантский штаб был обвинен в том, что он несет основную ответственность за катастрофические условия в лагере и тем самым создает систему убийств, жестокого обращения и бесчеловечного обращения с заключенными. Трое капо, а именно старейшина лагеря, тюремный врач и старший санитар, были обвинены в жестоком обращении с заключенными. Подсудимые преуменьшали значение этих действий, ссылались на императив приказа или отрицали свое присутствие на месте преступления в момент его совершения. В частности, в центре внимания международной общественности находились трое обвиняемых:
- Йозиас, князь Вальдек-Пирмонтский был обвинен в том, что он являлся главным ответственным за эвакуацию концлагеря Бухенвальд и последовавшие за ним смерти из-за его функций в качестве главнокомандующего СС и полиции. Он заявил, что посетил Бухенвальд около тридцати раз и лагерь для заключенных максимум восемь раз. Кроме того, по его мнению, процессы в лагере, в том числе процессы обращения с заключенными, выходили за рамки его компетенции. Он также отрицал, что знал о псевдомедицинских экспериментах над людьми, которые проводились в концентрационном лагере Бухенвальд. Суд смог доказать Йосиасу Вальдеку-Пирмонту, что 31 марта 1945 года он переместил свой офис из Касселя в Веймар, где он получил по телефону приказ от рейхсфюрера СС Гиммлера о пересылке приказа об эвакуации из Бухенвальда коменданту концлагеря Пистеру. Отправив этот приказ Пистеру, он поддержал его в реализации, по крайней мере, организационно, и, таким образом, был причастен к преступлению[15].
- Ганс Мербах был обвинен в том, что руководил эвакуационным поездом из Бухенвальда, и что он виновен в гибели более 2000 человек в процессе эвакуации. Кроме того, было доказано, что он сам совершал или подстрекал к жестокому обращению и убийству заключенных во время эвакуации из концлагеря Бухенвальд. В своих показаниях в суде Мербах отрицал жестокое обращение с заключенными или их убийство. Кроме того, он заявил, что когда эвакуационный транспорт несколько раз останавливался, он тщетно пытался доставить еду для заключенных. Согласно его заявлению, более 400 заключенных бежали во время эвакуационного транспорта, от 400 до 480 заключенных умерли естественной смертью и около 15 заключенных были застрелены при попытке к бегству. Ответственность за выбор маршрута поезда и соответствующее трехнедельное время в пути была возложена на Deutsche Reichsbahn[16].
- Особое внимание привлекла единственная обвиняемая женщина, Ильза Кох, жена коменданта лагеря, которая не занимала официальной должности в концлагере Бухенвальд. Её обвинили в том, что она приказывала плохо обращаться с заключенными и сама избила одного из них. Кроме того, у неё были такие предметы, как обложки для книг и абажуры, сделанные из татуированной кожи заключенных. Кох заявила, что она никогда не посещала в лагерь и не била заключенных. Она не выполняла никаких функций в концентрационном лагере Бухенвальд и даже не имела полномочий давать инструкции. Она заявила, что жила там только как жена и мать троих детей в жилом помещении эсэсовцев и только дважды сообщала о заключенных, которые совершили проступок и не понесли наказания, коменданту лагеря. Она категорически отрицала наличие или заказ изделий из татуированной кожи заключенных. Невозможно было доказать, что у Ильзы Кох содержались предметы, сделанные из того, что должно было быть человеческой кожей[17][18]. Однако суд доказал ей, что она, по крайней мере, требовала суровое наказание, сообщая о тех заключенных. Было также установлено, что она плохо обращалась с одним из заключенных.

12 августа 1947 подсудимым было дано последнее слово и право на предъявление смягчающих обстоятельств.
Фотографии с процесса

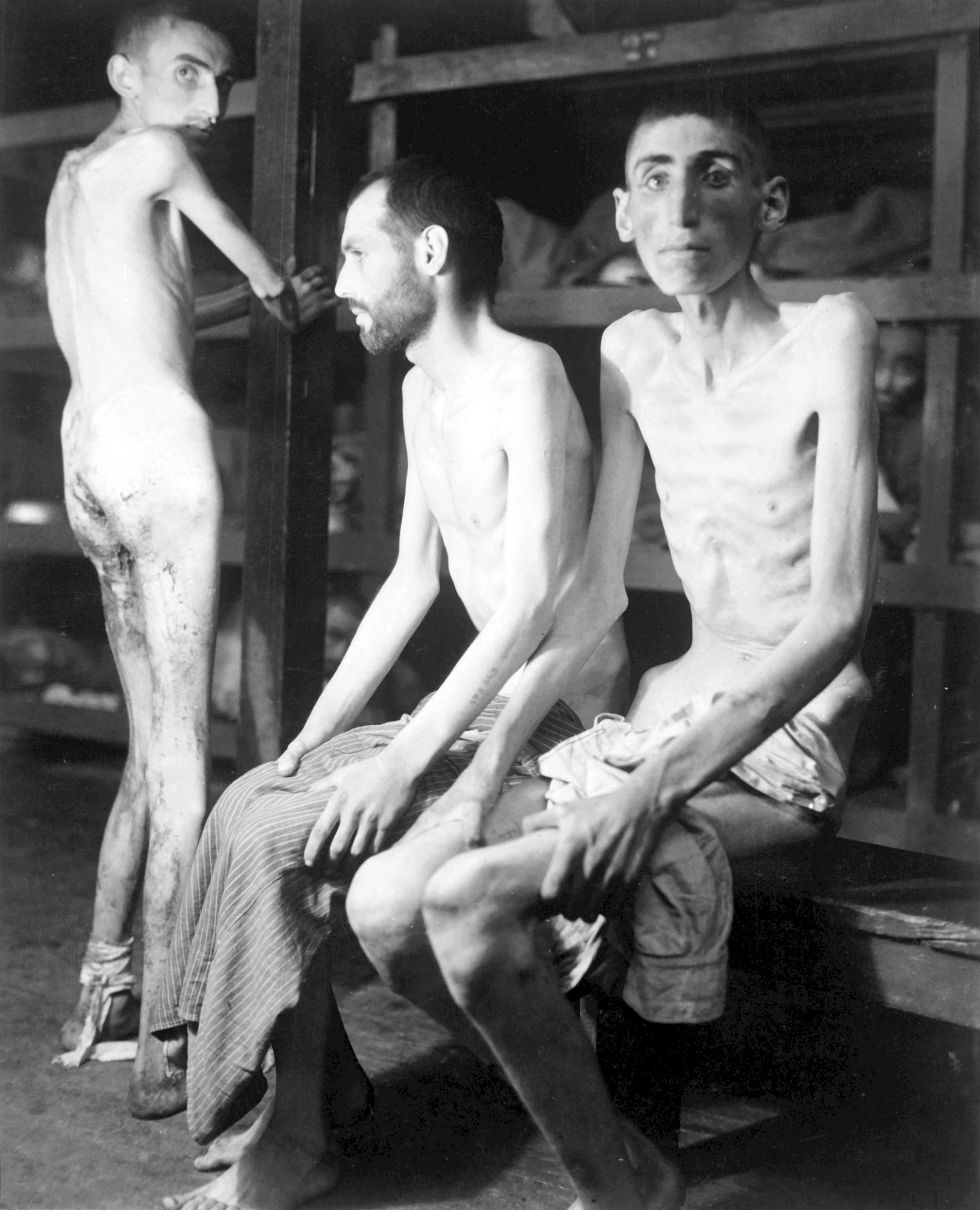
Узники Бухенвальда после освобождения 16 апреля 1945 г.
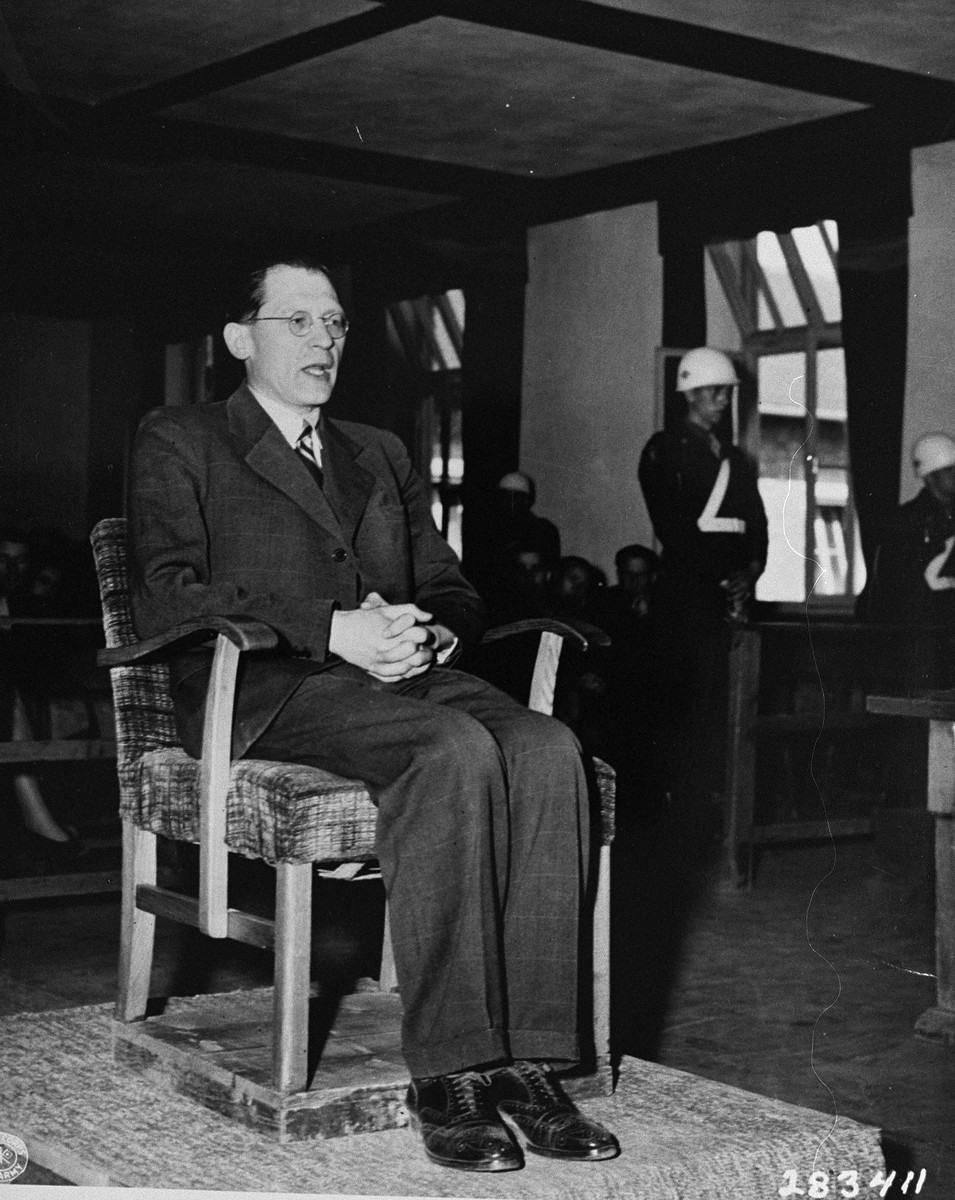
Ойген Когон, бывший узник Бухенвальда, свидетель от обвинения, 16 апреля 1947 г.
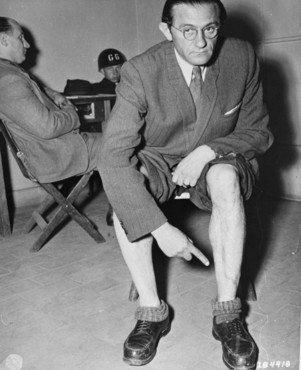
Йозеф Спектор, бывший узник Бухенвальда, показывает шрамы от жестокого обращения с ним 9 мая 1947 года.
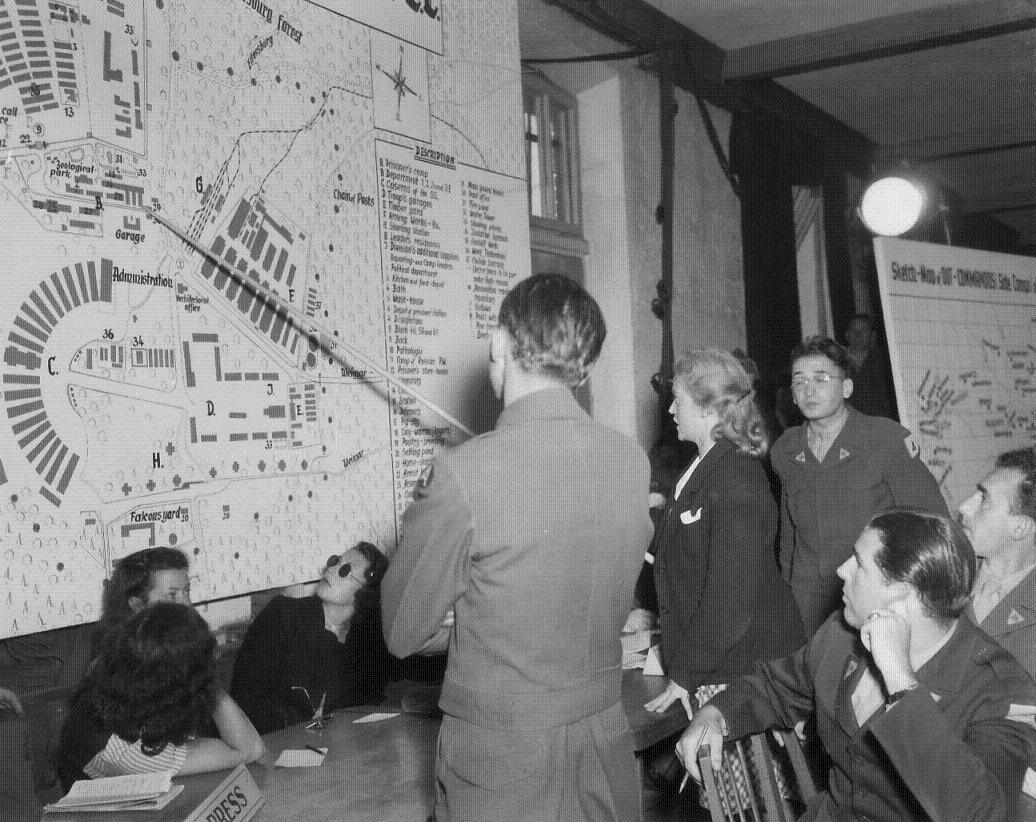
Ильза Кох 8 июля 1947 года перед военным трибуналом в Дахау. Репортеры сидят за столом.
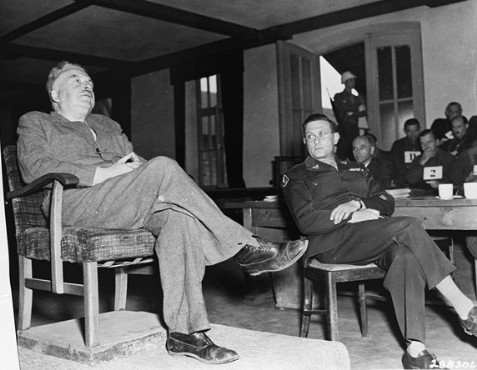
Эдвин Каценелленбоген во время дачи показаний 5 августа 1947 г.
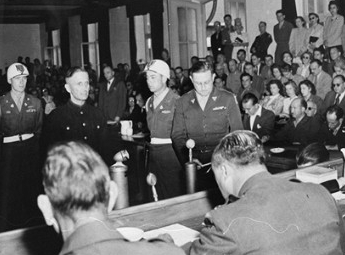
Йозиас Вальдек-Пирмонт при оглашении приговора 14 августа 1947 года.

Подробнее о 31 приговоре
Приговор был объявлен 14 августа 1947 года. Было вынесено 22 смертных приговора, а также пять пожизненных и четыре срока тюремного заключения. Ниже предоставлен список обвиняемых, их звания, функции в концлагере и приговор.
| Обвиняемый             | Звание                             | Функция                                                                                 | Приговор                                                                             |
| ---------------------- | ---------------------------------- | --------------------------------------------------------------------------------------- | ------------------------------------------------------------------------------------ |
| Йозиас Вальдек-Пирмонт | Обергруппенфюрер СС                | Высший руководитель СС и полиции                                                        | Пожизненное лишение свободы, замененное на 20 лет лишения свободы 8 июня 1948 г.     |
| Отто Барневальд        | Штурмбаннфюрер СС                  | Руководитель администрации лагеря                                                       | Смертная казнь, позже замененная пожизненным заключением                             |
| Август Бендер          | Штурмбаннфюрер СС                  | Ассистент лагерного врача                                                               | Десять лет тюремного заключения, позднее замененное тюремным заключением на три года |
| Антон Бергмайер        | Обершарфюрер СС                    | Соруководитель лагерной тюрьмы                                                          | Смертная казнь, не приведена в исполнение                                            |
| Артур Дицш             | Капо                               | Главный санитар экспериментального блока 46                                             | 15 лет тюремного заключения                                                          |
| Ганс Эйзеле            | Гауптштурмфюрер СС                 | Второй лагерный врач                                                                    | Смертная казнь, не приведена в исполнение                                            |
| Вернер Грёнусс         | Унтерштурмфюрер СС                 | Главный врач подлагеря Ордурф, ассистент врача в Бухенвальде                            | Пожизненное лишение свободы, замененное позднее на 20 лет лишения свободы            |
| Филипп Гримм           | Оберштурмфюрер СС                  | Руководитель отдела распределения рабочей силы                                          | Смертная казнь, позже замененная пожизненным заключением                             |
| Герман Гроссман        | Оберштурмфюрер СС                  | Командир роты охраны, с 1943 года — комендант подлагерей Бухенвальда                    | Смертная казнь, приговор приведен в исполнение 19 ноября 1948                        |
| Герман Хакман          | Гауптштурмфюрер СС                 | Адъютант Карла Коха                                                                     | Смертная казнь, позже замененная пожизненным заключением                             |
| Густав Хейгель         | Гауптшарфюрер СС                   | Командующий блоком, администратор лагерной тюрьмы, начальник службы труда               | Смертная казнь, приговор не приведен в исполнение                                    |
| Герман Хельбиг         | Гауптшарфюрер СС                   | Начальник крематория                                                                    | Смертная казнь, приговор приведен в исполнение 19 ноября 1948                        |
| Эдвин Катцелленбоген   | Капо                               | Главный врач малого лагеря                                                              | Пожизненное лишение свободы, позднее замененное на 15 лет лишения свободы            |
| Йозеф Кестель          | Гауптшарфюрер СС                   | Командующий блоком                                                                      | Смертная казнь, приговор приведен в исполнение 19 ноября 1948                        |
| Ильза Кох              | Не являлась сотрудницей концлагеря | Вдова первого коменданта лагеря Карла Коха                                              | Пожизненное лишение свободы, позднее замененное на 4 года лишения свободы            |
| Рихард Кёлер           | Унтершарфюрер СС                   | Член коммандо 99, охранник                                                              | Смертная казнь, приговор приведен в исполнение 26 ноября 1948                        |
| Хуберт Краутвурст      | Гауптшарфюрер СС                   | Командир охраны                                                                         | Смертная казнь, приговор приведен в исполнение 26 ноября 1948                        |
| Ганс Мербах            | Оберштурмфюрер СС                  | Второй тюремный начальник, адъютант и командир охранной роты                            | Смертная казнь, приговор приведен в исполнение 14 января 1949                        |
| Петер Меркер           | Обершарфюрер СС                    | Командующий блоком, комендант подлагеря Густлофф                                        | Смертная казнь, позже замененная на 20 лет лишения свободы                           |
| Вольфганг Отто         | Штабсшарфюрер Ваффен-СС            | Охранник, с 1943 года и. о. первого сержанта штаба                                      | 20 лет лишения свободы                                                               |
| Герман Пистер          | Оберфюрер СС                       | Второй и последний комендант лагеря                                                     | Смертная казнь, Умер в заключении до исполнения приговора 28 сентября 1948           |
| Эмиль Пляйснер         | Гауптшарфюрер СС                   | Командующий блоком, работник крематория                                                 | Смертная казнь, приговор приведен в исполнение 26 ноября 1948                        |
| Гуидо Реймер           | Оберштурмфюрер СС                  | Начальник караульной роты, адъютант охранного батальона                                 | Смертная казнь, позднее замененная на пожизненное лишение свободы                    |
| Гельмут Рошер          | Обершарфюрер СС                    | Раппортфюрер, командующий блоком                                                        | Смертная казнь, позднее замененная на пожизненное лишение свободы                    |
| Ганс Шмидт             | Гауптштурмфюрер СС                 | Адъютант Пистера                                                                        | Смертная казнь, приговор приведен в исполнение 7 июня 1951                           |
| Макс Шоберт            | Штурмбаннфюрер СС                  | Руководитель охраны лагеря                                                              | Смертная казнь, приговор приведен в исполнение 19 ноября 1948                        |
| Альберт Шварц          | Штурмбаннфюрер СС                  | Руководитель отдела распределения рабочей силы                                          | Смертная казнь, позднее замененная на пожизненное лишение свободы                    |
| Вальтер Вендт          | Гражданский                        | Начальник отдела по работе с иностранными гражданскими рабочими на Машинном заводе Эрла | 15 лет лишения свободы, позднее замененные на 5 лет лишения свободы                  |
| Фридрих Карл Вильгельм | Унтерштурмфюрер СС                 | Врач СС в госпитале для заключенных                                                     | Смертная казнь, приговор приведен в исполнение 26 ноября 1948                        |
| Ганс Вольф             | Капо                               | Старейшина в подлагере                                                                  | Смертная казнь, приговор приведен в исполнение 19 ноября 1948                        |
| Франц Цинекер          | Оберштурмфюрер СС                  | Руководитель распределения рабочей силы, охранник, командующий блоком                   | Пожизненное заключение                                                               |

## Исполнение приговоров

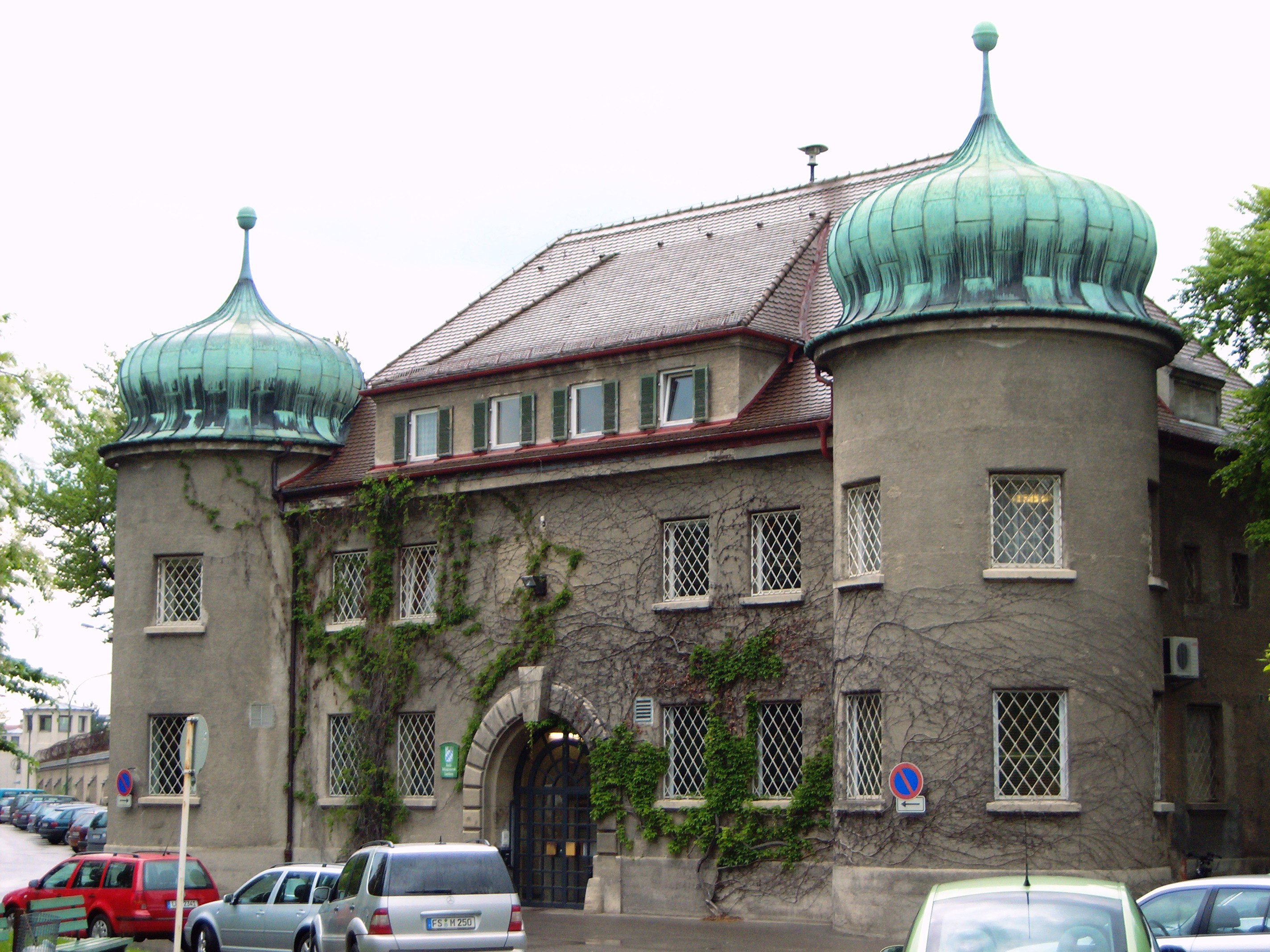
Тюрьма Ландсберг-на-Лехе, входной корпус

После оглашения приговора осужденные были переведены в Ландсбергскую тюрьму. Именно там девять смертных приговоров были приведены в исполнение 19 и 26 ноября 1948 года через повешение. Герман Пистер умер от сердечного приступа в конце сентября 1948 года перед приведением приговора в исполнение.
- Помимо жены Мербаха, его коллеги из Gothaer Versicherung, жители его родного города, друзья и два американских адвоката выступали за его помилование. Тем не менее, просьбы о помиловании Мербаха не были удовлетворены, потому что, по крайней мере, было доказано, что совершил убийства, хотя он, возможно, не нес основную ответственность за катастрофические условия эвакуационного транспорта. Мербаха казнили 14 января 1949 года[21].
- Смертный приговор Гансу Шмидту был оставлен в силе после нескольких судебных разбирательств, а позже этот приговор получил всеобщее внимание. В Федеративной Республике Германии в 1950 году началась кампания по отмене смертной казни, в которой также приняли участие высокопоставленные представители общества и политики. Министр юстиции Томас Делер попросил федерального президента Теодора Хойса подать прошение о помиловании генералу Томасу Т. Хэнди в отношении Ганса Шмидта и Георга Шаллермайра(был приговорен к смертной казни на вторичном судебном процессе по делу Дахау)[22]. Хэнди, к тому моменту уже заменивший одиннадцать смертных приговоров на тюремное заключение, отклонил эту просьбу в случае Шмидта на следующих основаниях:

По общему признанию, Ганс Шмидт был адъютантом в концентрационном лагере Бухенвальд около трех лет. [...] Он был ответственен за все казни заключенных лагеря; Среди них было несколько сотен военнопленных, убитых спецподразделением, так называемым Kommando 99. Эти казни происходили в здании, раньше используемое как конюшня, которое потом стало использоваться как больница. Когда ничего не подозревающие жертвы были приставлены к стене, якобы для измерения их размера, им стреляли в затылок из мощного пневматического пистолета, спрятанного в стене. Иногда таким образом погибало до тридцати жертв. Другие казни под наблюдением Шмидта происходили в крематории лагеря; жертв подвешивали на крюках к стене и медленно душили. В этом случае я не могу найти повода для помилования
Шмидт и Шаллермайр были повешены вместе с Освальдом Полем и четырьмя другими преступниками 7 июня 1951 года в Ландсберге. Это были последние смертные приговоры, приведенные в исполнение.
- Ильза Кох, пожизненное заключение которой было заменено четырёхлетним тюремным заключением, была освобождена из Ландсбергской тюрьмы в октябре 1949 года. Одной из причин было рождение её четвёртого ребёнка 29 октября 1947 года, которое произошло в тюрьме. Федеральная полиция Германии снова арестовала и приговорила Кох 15 января 1951 года в Аугсбургском окружном суде к пожизненному заключению за подстрекательство к убийству и жестокому физическому насилию над немецкими заключенными. После того, как её прошения о помиловании не были удовлетворены, Кох покончила жизнь самоубийством 2 сентября 1967 года в женской тюрьме Айхач[24].

Другие смертные приговоры(в частности приговоры Бергмайера, Эйзеле и Хейгеля были снижены до пожизненных) и приговоры к тюремному заключению были последовательно сокращены в ходе рассмотрения дела или в результате прошений о помиловании. К середине 1950-х годов почти все заключенные, осужденные в основном Бухенвальдском процессе, были освобождены из Ландсбергской тюрьмы, по крайней мере, на испытательный срок, по причине хорошего поведения или по состоянию здоровья; так же поступили и с Вальдеком-Пирмонтом, отпущенным по состоянию здоровья в начале декабря 1950 года.

## Оценка процесса
На основном бухенвальдском процессе, как и на других процессах союзников по военным преступлениям, конституционное наказание и искупление нацистских преступлений изначально находились на переднем плане. Кроме того, преследовалась задача по информированию населения о нацистских преступлениях и разъяснения их преступного характера актов насилия. Более того, эти судебные разбирательства должны привести в движение процесс коллективного размышления среди населения Германии, чтобы установить конституционную и демократическую культуру в послевоенной Германии и, следовательно, в обществе.
Символическое расположение процесса в Дахау, коллективный шок от новостей и записей насильственных преступлений в концентрационных лагерях первоначально оказали влияние на ранний послевоенный период в Германии с точки зрения перевоспитания, что также можно увидеть в многочисленных публикациях того времени в СМИ. Герман Геринг и Генрих Гиммлер вскоре были признаны главными виновниками в зверствах в концентрационных лагерях; это перекладывание вины таило в себе риск подчинения судебной власти низшим классам. Этому предположению также способствовала юридическая конструкция «общего замысла» которая предусматривала наказание даже без индивидуальных доказательств преступления, но которая юридически не работала в Германии. Американские военные суды пытались доказать, что обвиняемые совершили именно индивидуальные преступления в ходе судебных процессов в концентрационном лагере Дахау, что им удалось в большинстве случаев.
Первоначальный шок от зверств в концентрационных лагерях сменился солидарностью значительной части населения Германии с заключенными в Ландсберге. В ходе «холодной войны» — западные союзники хотели, чтобы Западная Германия стала партнером по альянсу, — после процедуры пересмотра началось последовательное смягчение приговоров и, таким образом, досрочное освобождение заключенных из Ландсберга. Таким образом, наказание за преступления, совершенные в концентрационных лагерях, часто сводилось к абсурду.

## Последующие бухенвальдские процессы

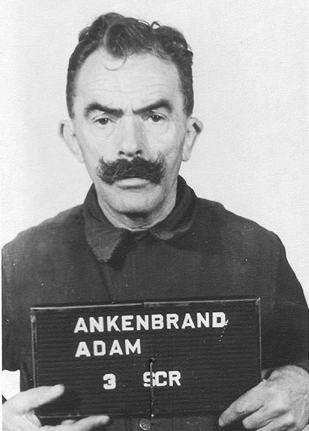
Адам Анкенбранд в апереле 1947 года

За основным бухенвальдским процессом последовали 24 дополнительных судебных процесса, 31 человеку было предъявлено обвинение. Судебные разбирательства проходили с 27 августа по 3 декабря 1947 года. Обвинения были предъявлены 28 членам СС и трем капо. Вторичное разбирательство было основано на той же правовой основе, что и в основном бухенвальдском процессе, и проходило в аналогичной форме. В отличие от основного разбирательства, каждое вторичное, в которых по большей части заслушивались только один или два обвиняемых низшего звена СС, длилось от одного до четырёх дней. Предметом процессов были убийства заключенных союзников, которые были совершены в дополнительных лагерях, в том числе во время маршей смерти. Во многих отношениях разбирательство против «Альфреда Бергера и др.» было исключением, поскольку предметом разбирательства были преступления «Kommando 99». Кроме того, это был последний из серии судебных процессов, на нем выдвинули обвинения против шести членов самого концлагеря Бухенвальд, а не его подлагерей, и проводился с 25 ноября по 3 декабря 1947 года. В общей сложности на вторичных судебных процессах было вынесено шесть смертных приговоров, четыре приговора к пожизненному заключению, 15 приговоров к различным срокам тюремного заключения и шесть оправдательных приговоров. После оглашения приговора осужденные были переведены в Ландсбергскую тюрьму. Из вынесенных смертных приговоров только тот, который был вынесен Адаму Анкенбранду, был исполнен 19 ноября 1948 года. Другие смертные приговоры и сроки тюремного заключения были сокращены, как и в случае с осужденными на основном судебном разбирательстве, в ходе рассмотрения дела или в результате прошения о помиловании, и к середине 1950-х годов заключенные были освобождены из тюрьмы.
Особого внимания заслуживают два вторичных судебных разбирательства: во-первых, дело против Виктора Ганчаренко, бывшего солдата Красной Армии, попавшего в плен в 1942 году. После интернирования в лагерь для военнопленных и работы в Эстонии, в мае 1944 года Ганчаренко перевели в концлагерь Бухенвальд, где его направили в охрану(к тому моменту он был украинским СС-манном). Свидетели обвинили его в убийстве двенадцати заключенных на последнем эвакуационном транспорте, который покинул Бухенвальд 10 апреля 1945 года. Ганчаренко отрицал эти утверждения и сказал, что в то время он сопровождал другой эвакуационный транспорт и, как член украинского СС, носил форму, отличную от той, которую описали свидетели. Суд не обратил внимания на эти доказательства, возможно, ещё и потому, что Ганчаренко знал только русский язык. Он был приговорен к пожизненному заключению, был освобожден условно-досрочно только в конце октября 1954 года.
Кроме того, велся процесс против Генриха Буука. Он признал в суде, что убивал заключенных по приказу во время марша эвакуации из концлагеря. Буук был явно опознан свидетелями. Его приговорили к смертной казни. Однако позже смертный приговор был заменен тюремным сроком, суд обратил внимание на значительную неспособность Бука игнорировать приказы своего начальника. Он был условно-досрочно освобожден из Ландсберга в 1954 году.
Подробное описание 24 разбирательств и 31 приговора 
| Процесс                                                               | Подсудимый              | Ранг                       | Функция                                                               | Приговор                                                                |
| --------------------------------------------------------------------- | ----------------------- | -------------------------- | --------------------------------------------------------------------- | ----------------------------------------------------------------------- |
| United States vs Wilhelm Hinderer et al. — Case 000-Buchenwald-2      | Вильгельм Хиндерер      | СС-манн                    | Член расстрельной группы подлагеря Шёнебек                            | Оправдан                                                                |
| United States vs Wilhelm Hinderer et al. — Case 000-Buchenwald-2      | Йозеф Постль            | СС-манн                    | Член расстрельной группы подлагеря Шёнебек                            | Оправдан                                                                |
| United States vs Ernst Emil Jackobs — Case 000-Buchenwald-3           | Эрнст-Эмиль Якобс       | Гауптшарфюрер СС           | Командующий в Густлоффверкен II                                       | 15 лет лишения свободы                                                  |
| United States vs Alfred Andreas Hoffmann- Case 000-Buchenwald-4       | Альфред Андреас Хоффман | Оберштурмфюрер СС          | Командующий «Аушенкоммандо Зоннеберг»                                 | 5 лет лишения свободы                                                   |
| United States vs Josef Mueller — Case 000-Buchenwald-5                | Йозеф Мюллер            | Капо                       | Капо и командующий крематориями                                       | Смертная казнь, позднее заменена пожизненным лишением свободы           |
| United States vs Erich Weyrauch — Case 000-Buchenwald-6               | Карл Эрих Вейраух       | Обершарфюрер СС            | Командир во вспомогательном лагере Кассель                            | 10 лет лишения свободы, позже заменено четырьмя годами лишения свободы. |
| United States vs Heinz Blume — Case 000-Buchenwald-7                  | Гейнц Блюме             | Обершарфюрер СС            | Командующий во вспомогательном лагере Мойзельвиц                      | Смертная казнь, позднее замененная тремя годами лишения свободы         |
| United States v. Victor Hantscharenko — Case 000-Buchenwald-8         | Виктор Ганчаренко       | украинский СС-манн         | Охранник концлагеря Бухенвальд                                        | Пожизненное лишение свободы                                             |
| United States vs Heinrich Buuck — Case 000-Buchenwald-9               | Генрих Буук             | СС-манн                    | Член «Аушенкоммандо Зоннеберг»                                        | Смертная казнь, позднее замененная 15 годами лишения свободы            |
| United States vs Ignaz Seitz — Case 000-Buchenwald-11                 | Игназ Зейц              | СС-штурманн                | Член расстрельной группы подлагеря Леау                               | 10 лет лишения свободы                                                  |
| United States vs Ignaz Seitz — Case 000-Buchenwald-11                 | Йоханнес Фольк          | Обершарфюрер СС            | Член расстрельной группы подлагеря Леау                               | 10 лет лишения свободы                                                  |
| United States vs Alfons Kunikowski — Case 000-Buchenwald-13           | Альфонс Куниковски      | Капо                       | Старейшина в вспомогательном лагере Лаура                             | 7 лет лишения свободы                                                   |
| United States vs Max Paul Emil Vogel- Case 000-Buchenwald-14          | Эмиль Фогель            | Член СС, звание неизвестно | Член расстрельной группы в подлагере Бухенвальд Бохум                 | 4 года лишения свободы                                                  |
| United States vs Adam Ankenbrand — Case 000-Buchenwald-17             | Адам Анкенбранд         | Унтершарфюрер СС           | Член расстрельной группы в подлагере Бухенвальда Шлибен               | Смертная казнь, приговор приведен в исполение 19 Ноября 1948            |
| United States vs Friedrich Demmer — Case 000-Buchenwald-20            | Фридрих Деммер          | Унтершарфюрер СС           | Член расстрельной группы в подлагере Бухенвальда Арользен             | 10 лет лишения свободы, позднее оправдан                                |
| United States vs Johann Singer- Case 000-Buchenwald-23                | Йоханн Зингер           | Член СС, звание неизвестно | Охранник концентрационного лагеря Бухенвальд                          | Оправдан                                                                |
| United States vs August Giese — Case 000-Buchenwald-25                | Август Гизе             | Член СС, звание неизвестно | Командующий в подлагере Бухенвальда Лаура                             | 4 года лишения свободы                                                  |
| United States vs Paul Mueller — Case 000-Buchenwald-26                | Пауль Мюллер            | Капо                       | Капо подлагеря Бухенвальда Бохум                                      | 15 лет лишения свободы                                                  |
| United States vs Ludwig Fisher — Case 000-Buchenwald-31               | Людвиг Фишер            | Член СС, звание неизвестно | Член расстрельной группы в подлагере Бухенвальда Ордруф               | Оправдан                                                                |
| United States vs Klaus Ferdinand Huels — Case 000-Buchenwald-36       | Клаус Фердинанд Хюльс   | Штабсшарфюрер СС           | Член расстрельной группы в подлагере Бухенвальда Лангенштейн-Цвиберге | Оправдан                                                                |
| United States vs Heinrich Zwickl — Case 000-Buchenwald-37             | Генрих Цвикль           | Член СС, звание неизвестно | Заместитель командира охраны в подлагере Бухенвальда Цвиберг          | Смертная казнь, позднее был оправдан                                    |
| United States vs Adolf Wuttke — Case 000-Buchenwald-40                | Адольф Вюттке           | Гауптшарфюрер СС           | Командующий во вспомогательном лагере Шёнебек                         | Лишение свободы сроком на 4 года и 6 месяцев                            |
| United States vs Josef Schramm — Case 000-Buchenwald-41               | Йозеф Шрамм             | Шарфюрер СС                | Командир в карьере концлагеря Бухенвальд                              | Пожизненное лишение свободы                                             |
| United States vs Otto Krause — Case 000-Buchenwald-42                 | Отто Краузе             | Член СС, звание неизвестно | Член расстрельной группы в подлагере Бухенвальда Магдебург            | 10 лет лишения свободы                                                  |
| United States vs Ferdinand Lemke- Case 000-Buchenwald-49              | Фердинанд Лемке         | Обершарфюрер СС            | Член расстрельной группы в концлагере Бухенвальд                      | Оправдан                                                                |
| United States vs Werner Alfred Berger et al. — Case 000-Buchenwald-50 | Вернер Бергер           | Обершарфюрер СС            | Заведующий камерой личных вещей концлагеря Бухенвальд                 | Пожизненное заключение                                                  |
| United States vs Werner Alfred Berger et al. — Case 000-Buchenwald-50 | Гельмут Фридрих Бергт   | Гауптшарфюрер СС           | Руководитель службы труда в концлагере Бухенвальд                     | Оправдан                                                                |
| United States vs Werner Alfred Berger et al. — Case 000-Buchenwald-50 | Йозеф Бресснер          | Унтершарфюрер СС           | Начальник транспортной службы концлагеря Бухенвальд                   | 15 лет лишения свободы                                                  |
| United States vs Werner Alfred Berger et al. — Case 000-Buchenwald-50 | Хорст Эрнст Дитрих      | Гауптшарфюрер СС           | Оружейник в концлагере Бухенвальд                                     | Пожизненное лишение свободы                                             |
| United States vs Werner Alfred Berger et al. — Case 000-Buchenwald-50 | Виганд Хилльбергер      | Гауптшарфюрер СС           | Сержант комендатуры лагеря                                            | 20 лет лишения свободы                                                  |
| United States vs Werner Alfred Berger et al. — Case 000-Buchenwald-50 | Херберт Мёкель          | Гауптшарфюрер СС           | Лидер блока и инструктор                                              | 20 лет лишения свободы                                                  |